# Desiree West
Desiree West (25 agosto 1954) è un'ex attrice pornografica statunitense, inserita nella XRCO Hall of Fame e nel 2024 nella AVN Hall of Fame.

## Biografia
Ha iniziato a recitare come attrice nell'industria cinematografica per adulti nel 1973. È stu una delle prime pioniere tra le attrici afroamericane ad apparire in pellicole a luci rosse.
Nel 1997 è stata inserita nella XRCO Hall of Fame.

## Riconoscimenti
XRCO Awards
- 1997 - XRCO Hall of Fame

AVN Awards
- 2024 – AVN Hall of Fame[2]